# Афраній (персонаж)
Афра́ній — другорядний персонаж роману «Майстер і Маргарита» Михайла Булгакова та заголовний персонаж роману «Євангеліє від Афранія» Кирила Єськова.
В обох романах Афраній — начальник таємної варти при прокураторі Юдеї Понтії Пілаті. У «Майстрі та Маргариті» він — «завідувач таємної служби при прокураторі Юдеї» (глава 25, «Як прокуратор намагався врятувати Юду»). У романі Єськова наведено звіт військового трибуна Афранія для проконсула Сирії Луція Вітелія, в якому описано секретну операцію «Риба» для створення на базі однієї з релігійних громад, що існували в описуваний час на окупованих римлянами землях, сильної, впливової релігії, яка проголошує смиренність та відмову від збройної боротьби з римськими загарбниками.

## Опис персонажа
З роману «Майстер і Маргарита»:
|                        | Основне, що визначало його обличчя, це був, мабуть, вираз добродушності, з якою, втім, контрастували очі, точніше не очі, а манера прибулого дивитися на співбесідника. Звичайно маленькі очі свої прибулець тримав під прикритими, трохи дивними, наче припухлими, повіками. Тоді в шпаринах цих очей світилася незлостива лукавість. Показувало, що прокураторів гість був схильним до гумору. Але час від часу, цілковито проганяючи зблиски цього гумору зі щілинок, теперішній гість прокуратора широко розкривав повіки і вглядувавсь у свого співрозмовника несподівано і просто в обличчя, наче з метою швидко роздивитися якусь малопомітну плямку на носі у співбесідника. Це триває якусь мить, після чого повіки знову опускаються, звужуються шпарини, і в них починають світитися добродушність і лукавий розум.Оригінальний текст (рос.) …Основное, что определяло его лицо, это было, пожалуй, выражение добродушия, которое нарушали, впрочем, глаза, или, вернее, не глаза, а манера пришедшего глядеть на собеседника. Обычно маленькие глаза свои пришелец держал под прикрытыми, немного странноватыми, как будто припухшими, веками. Тогда в щелочках этих глаз светилось незлобное лукавство. Надо полагать, что гость прокуратора был склонен к юмору. Но по временам, совершенно изгоняя поблескивающий этот юмор из щелочек, теперешний гость широко открывал веки и взглядывал на своего собеседника внезапно и в упор, как будто с целью быстро разглядеть какое-то незаметное пятнышко на носу у собеседника. Это продолжалось одно мгновение, после чего веки опять опускались, суживались щелочки, и в них начинало светиться добродушие и лукавый ум… |
| — пер. Миколи Білоруса | |

У романі Булгакова Афраній та Понтій Пілат прагнуть зробити добру справу, не пориваючи зі злом. Пілат хоче помилувати Єшуа Га-Ноцрі, але затверджує смертний вирок. Афраній за обов'язком служби керує стратою Єшуа, потім убиває донощика Юду з Киріафа .

## Походження персонажа
Афраній (лат. Afranius) — римське родове ім'я. Відомо кілька історичних персонажів на ім'я Афраній. Вважають, що прототипом булгаковського Афранія став Секст Афраній Бурр (?—62 н. е.), римський воєначальник і державний діяч, наставник імператора Нерона, префект преторіанців за правління Нерона. Відомості про життя Афранія Бурра Булгаков почерпнув із книги французького історика релігій Е. Ренана (1823—1892) «Антихрист». Виписки з неї знайдено в архіві письменника.
Також є версія, яка пов'язує персонажа з іншим персонажем — Фаготом. Відповідно до неї ім'я Фагот утворено від назви однойменного музичного інструмента, який винайшов італійський чернець Афраніо.
У цьому випадку Фагот, разом з котом Бегемотом із почту Воланда, стає паралельним Афранію і псу Банзі з почту Понтія Пілата.

## Образ Афранія в кінематографі
| Назва               | Країна          | Рік  | Режисер          | У ролі Афранія                                  | Примітки   |
| ------------------- | --------------- | ---- | ---------------- | ----------------------------------------------- | ---------- |
| Пілат та інші       | ФРН             | 1972 | Анджей Вайда     | Анджей Лапицький                                |            |
| Майстер і Маргарита | Польща          | 1988 | Мацей Войтишко   | Марек Обертин                                   |            |
| Інцидент в Юдеї     | Велика Британія | 1991 | Пол Браєрс       | Джим Картер                                     |            |
| Майстер і Маргарита | Росія           | 1994 | Юрій Кара        | Юрій Шерстньов                                  |            |
| Майстер і Маргарита | Росія           | 2005 | Володимир Бортко | Любомирас Лауцявічюс (озвучує Олег Басилашвілі) | телесеріал |